# مكتبة السائح (طرابلس)
مكتبة السائح هي مكتبة تأسست في عام 1970 وتقع في طرابلس في لبنان، تم تأسيسها من قبل القس إبراهيم سروج كاهن الرعية الأرثوذكسية، كانت تحتوي على حوالي 80,000 كتاب ومخطوطة، مجموعة المكتبة متنوعة فيما يتعلق باللغات (كتب التدريس العربية والإيطالية والإنجليزية والفرنسية) والمحتوى (الكتب والمخطوطات الأدبية والعلمية والمسيحية والإسلامية) ونشر الفترات التاريخية.

## حريق المكتبة
في يناير 2014 تم إحراق حوالي 40٪ من المجموعة من قبل متطرفين إسلاميين مجهولين.
وفي أعقاب الحادث أطلق شباب من جميع الطوائف في طرابلس حملة بعنوان «كفانا صمتا» (Enough Silence) تلتها حملة زومال (Zoomaal) التي جمعت حوالي 33000 دولارا لترميم المكتبة وتحديثها.
علّق القس سروج على الحملة بقوله:
«بينما حاول الكثيرون تصوير صورة نمطية لطرابلس ووصفوها بأنها حاضنة للإرهاب الذي يرفض التنوع الطائفي أثبت المجتمع المدني في طرابلس انفتاحه وحافظ على صورة طرابلس كمدينة حضارية وشاملة كنموذج من التعايش».
أعيد افتتاح المكتبة في حفل رسمي في 3 يناير 2015.

## أنظر أيضا
- قائمة المكتبات في لبنان

## مواقع خارجية
- من خائف من مكتبة السائح بلبنان؟